# Jean Lemaire de Belges
Jean Lemaire de Belges, född omkring 1473, död omkring 1525, var en vallonsk poet från byn Belges i Hennegau, en av de främste bland les grands rhétoriqueurs och historiker.
Tillsammans med tekniskt mönstergilla allegoriska dikter efterlämnade Jean Lemaire de Belges Illustrations de la Gaule (1510-13), Frankrikes sagohistoria inledd med syndafloden. Pierre de Ronsard använde denna skrift som förlaga till La Franciade och Oeuvres. Hans skrifter utgavs av J. Stecher i 4 band 1882-91.